# Rheocricotopus
Rheocricotopus är ett släkte av tvåvingar som beskrevs av August Friedrich Thienemann och Harnisch 1932. Rheocricotopus ingår i familjen fjädermyggor.

## Dottertaxa tillRheocricotopus, i alfabetisk ordning[1][2]
- Rheocricotopus amplicristalus
- Rheocricotopus atripes
- Rheocricotopus baishanensis
- Rheocricotopus barbatus
- Rheocricotopus bicoloratus
- Rheocricotopus bicornuatus
- Rheocricotopus bifasciatus
- Rheocricotopus brachypus
- Rheocricotopus calviculus
- Rheocricotopus capensis
- Rheocricotopus cereofasciatus
- Rheocricotopus chalybeatus
- Rheocricotopus chapmani
- Rheocricotopus conflusirus
- Rheocricotopus constrictus
- Rheocricotopus effusoides
- Rheocricotopus effusus
- Rheocricotopus emeiensis
- Rheocricotopus eminellobus
- Rheocricotopus frequens
- Rheocricotopus fuscipes
- Rheocricotopus gallicus
- Rheocricotopus glabricollis
- Rheocricotopus godavarius
- Rheocricotopus gotocedeus
- Rheocricotopus hidakadeeus
- Rheocricotopus himalayensis
- Rheocricotopus imperfectus
- Rheocricotopus insularis
- Rheocricotopus isigadeeus
- Rheocricotopus kamimonji
- Rheocricotopus lindbergi
- Rheocricotopus lobalis
- Rheocricotopus mediocris
- Rheocricotopus metallescens
- Rheocricotopus nemoacrostichalis
- Rheocricotopus nepalensis
- Rheocricotopus nigrus
- Rheocricotopus notabilis
- Rheocricotopus okifoveatus
- Rheocricotopus orientalis
- Rheocricotopus pantanalensis
- Rheocricotopus pauciseta
- Rheocricotopus rarispina
- Rheocricotopus reduncus
- Rheocricotopus rigida
- Rheocricotopus robacki
- Rheocricotopus subacutus
- Rheocricotopus taiwanensis
- Rheocricotopus tamabrevis
- Rheocricotopus tamahumeralis
- Rheocricotopus tibialis
- Rheocricotopus tirolus
- Rheocricotopus tobatervicesimus
- Rheocricotopus tokarakeleus
- Rheocricotopus tshernovskii
- Rheocricotopus tuberculatus
- Rheocricotopus tusimoefeus
- Rheocricotopus unidentatus
- Rheocricotopus valgus
- Rheocricotopus villiculus
- Rheocricotopus yakulemeus